# Kozarac (Prijedor)
Kozarac (pronunciado [kɔ̂zarats]) es una localidad del Noroeste de Bosnia y Herzegovina, ubicada en la municipalidad de Prijedor. Se encuentra a 10 km al este de la ciudad homónima y a 45 km al oeste de Banja Luka.
Administrativamente, integrada a las aldeas de Hrnići; Brđani y Dera.
Kozarac es también conocido por el parque nacional Kozara.

## Geografía
Kozarac se encuentra en el noroeste de Bosnia, en la fértil llanura del pie suroeste de la montaña Kozara, en la ruta Prijedor - Banja Luka, a 10 km al este de la primera.
Por su ubicación geográfica, pertenece a la Krajina Bosnia.

## Historia
Kozarac se mencionó por primera vez en 1334. Ya en 1360 se convirtió en una ciudad real libre (villa Libera). Era el centro de la parroquia del Sana.
En 1518, como la mayoría de la Krajina Bosnia, Kozarac pasó bajo el gobierno del Imperio Otomano, en el que se integrará hasta 1868. De 1687 a 1835, la localidad es la sede administrativa y judicial de capitanía (kapetanija) que lleva su nombre. Durante este período, experimentó un desarrollo significativo. El 7 de abril de 1851, después de una rebelión bosnia, Kozarac prendida fuego por Omer Pasha Latas, un general otomano.

El 6 de septiembre de 1878, Kozarac fue ocupada por tropas austrohúngaras, poniendo fin a 360 años de presencia otomana. Más tarde, la localidad pierde gradualmente su importancia.
Antes de los acontecimientos de 1992, la ciudad de Kozarac y las aldeas circundantes estaban habitadas tanto por serbios y como bosniomusulmanes o bosniacos. Algunas lo estaban, casi en su totalidad, por bosnio-musulmanes (como Garibi, Kamičani, Kevljani, Babići y Hrnići) como otras por serbobosnios (como Vidovići, Balte, Lamovita, Omarska, Jelicka, Maricka, Tomašica, Jaruge, Orlovći y Garevći). En 1991, unas 27.000 personas vivían en el área y solo en la ciudad de Kozarac, más del 90% de la población era bosnio-musulmana. Los serbobosnio constituían el 3% de la población mientras que los croatas eran muy pocos.

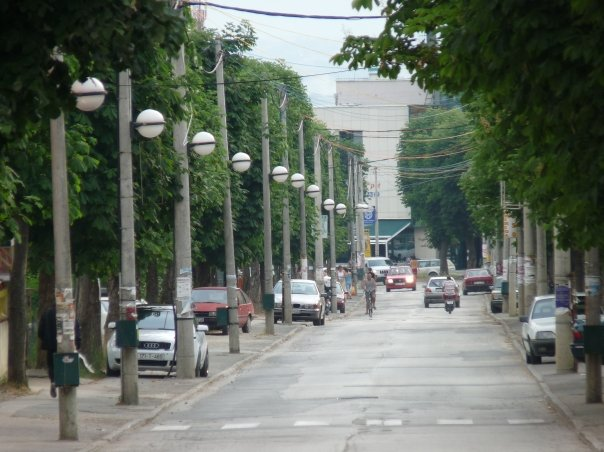
Calle principal de Kozarac

A partir de marzo de 1992, las tensiones aumentaron en la población en el área de Kozarac por lo que el JNA envió tropas a la  zona. Los serbios locales de Kozarac comenzaron abiertamente a portar armas que habían traído de los combates en Croacia. Como resultado de estas tensiones, en abril de 1992 en varios lugares de Kozarac se estaablecieron algunos puntos de control serbios. A principios de mayo de 1992, en la entrada principal de Kozarac, había punto de control serbio que contaba con un tanque.
En octubre de 1991, el presidente de la junta local (bosniaco) de la SDA de Kozarac movilizó a unos 120 hombres para las TO (Defensa Territroial) de la localidad. En el período anterior a la toma de posesión de Prijedor por parte de los serbios, miembros del TO, los Boinas Verdes y otros grupos armados bosnio-musulmanes ya se encontraban activos en el área.
Inmediatamente después de la toma del poder por parte de los serbios en Prijedor hubo esfuerzos por parte de la población local no serbia para organizarse para defender sus hogares de posibles ataques aunque estaban mal armados, sin artillería o equipos pesados. Miembros de las TO patrullaban Kozarac durante la noche. Otros musulmanes locales establecieron puestos de guardia armados en varios lugares alrededor de la localidad.
Luego de la toma del poder en Prijedor por parte de los serbios, Kozarac fue aislada. El 22 de mayo de 1992, se desconectaron las líneas telefónicas y se controló la entrada y salida de la zona, así como los suministros médicos. Esto infundió una sensación de inseguridad en los residentes locales. Las estaciones locales de radio y televisión transmitieron anuncios que la población local y los miembros de la policía y TO deben firmar un juramento de lealtad a la SDS y a las autoridades en Prijedor. A las TO locales y a la policía de Kozarac se les ordenó entregar todas sus armas y si no lo hacían, Kozarac sería atacado. Las TO y la policía no obedecieron y el ataque contra Kozarac comenzó poco después de que expirara el ultimátum.
El 24 de mayo de 1992, Kozarac fue atacado. Alrededor del mediodía, se dispararon proyectiles desde la dirección del Monte Kozara. Una columna de vehículos militares avanzó desde las direcciones de Prijedor y Banja Luka. La columna fue seguida por infantería que dispararon hacia las áreas civiles en Kozarac, incluso en casas y edificios religiosos. Después que comenzó el bombardeo, la población de la ciudad de Kozarac y las aldeas circundantes se retiraron hacia el centro de Kozarac. También el 24, después de que se les dijo a los habitantes que entregaran sus armas, se dispararon varios proyectiles contra la aldea de Garibi (Trnopolje), habitada por bosniacos. Al menos cuatro bosniomusulmanes, incluidas dos mujeres y un anciano inválido, murieron durante el ataque. Los habitantes de Garibi huyeron hacia Sivći, Huskići y otras aldeas cercanas. Por la noche, los otros pueblos musulmanes en el área, incluyendo Huskići, Kevljani, Hadžići, Jakupovići, Kamičani, Softići, Brdjani, Kozaruša y Mujkanovići, fueron bombardeados. Kozaruša fue destruida, solo quedando intactas las casas serbias.
Las unidades involucradas en el ataque a Kozarac y la operación posterior pertenecían al Ier Cuerpo de Krajina (Banja Luka), la 343ra Brigada Motorizada (con el apoyo de dos baterías de obús de 105 mm y un escuadrón de tanques M-84) y la 6.ª Brigada Krajina, así como unidades de las TO de Prijedor, paramilitares serbios y miembros del SJB Prijedor . El comandante de todas las unidades involucradas en este ataque, incluidas las unidades paramilitares, era el coronel Radmilo Željaja.
El bombardeo y los disparos duraron de dos a tres días y causaron pánico entre la población local. Casas y edificios en Kozarac y las aldeas circundantes fueron dañados por los bombardeos y disparos, y algunos fueron destruidos. Los soldados de infantería serbios también incendiaron casas; En algunas zonas, como Jakupovići y Končari, pueblos enteros fueron "arrasados". La infantería serbia prendió fuego a casas con gente todavía adentro; los que pudieron escapar dijeron que se usaron bombas especiales para incendiar las casas en un segundo. Saqueo organizado también ocurrió; La propiedad saqueada, incluidos los refrigeradores y las estufas, se recolectaba en un camión grande y cada tres o cuatro días, el camión se lo llevaba todo a Kozarac y luego regresaba por más.
La mayoría de los empleados musulmanes bosnios de la estación de policía de Kozarac fueron asesinados durante la toma de posesión de Kozarac; un pequeño número fue llevado a Omarska y Keraterm.
En la mañana del 26 de mayo de 1992, se acordaron los términos de la rendición de la población de Kozarac, después de lo cual cesaron los bombardeos. Se organizó un convoy para abandonar la ciudad. A los heridos se les permitió salir primero, seguidos por los agentes de policía y luego por la población civil restante. Un convoy de pobladores  musulmanes, principalmente bosnios, se formó y se dirigió hacia la ciudad de Kozarac.  Los hombres fueron llevados a Keraterm y Omarska, aunque algunos lo fueron a Trnopolje. Las mujeres y los niños fueron llevados a autobuses separados y llevados a Trnopolje.
Para el 26 de mayo de 1992, la mayoría de la población de Kozarac se había rendido; sin embargo, aquellos que no lo habían hecho, entre los que se encontraban miembros armados de los líderes musulmanes bosnios de TO y SDA, se retiraron al Monte Kozara. 
ICTY tomó nota de los hechos pero no pudo demostrar más allá de toda duda razonable que como resultado del bombardeo de Kozarac el 24 de mayo de 1992, más de 800 de sus habitantes fueron asesinados, la Cámara no puede estar satisfecha más allá de toda duda razonable en cuanto a las circunstancias precisas que rodean estas muertes. Si lo hizo con, al menos, 80 civiles bosniomusulmanes que fueron asesinados cuando soldados y policías serbios ingresaron a las aldeas del área de Kozarac.
El 27 de mayo de 1992, el teniente general Momir Talić, comandante del Ier Cuerpo de Banja Luka, fue informado de que 800 personas habían muerto en el ataque a Kozarac y que otras 1.200 habían sido capturadas. Las bajas por parte de las unidades del Cuerpo (Brigadas 43.ª y 6.ª junto a miembros de las TO) fueron cuatro soldados muertos y quince heridos.
Para el 28 de mayo de 1992, el 50% de Kozarac estaba destruido, y el daño restante ocurrió entre junio y agosto de 1992. A fines del verano de 1992, el área de Kozarac estaba desolada. Muchos de los edificios que sobrevivieron al ataque sin daños fueron posteriormente saqueados y destruidos. Durante el ataque a Kozarac, sin embargo, se tuvo cuidado de evitar daños a las casas y propiedades serbias. Después de la toma de posesión, Kozarac fue ocupada por las fuerzas serbias.
A principios de junio de 1992, la mezquita de Mutnik de Kozarac fue incendiada. A diferencia de la mezquita, la iglesia ortodoxa serbia en Kozarac no sufrió daños. En 1995, ninguna de las 16 mezquitas existentes permaneció intacta.
El regreso de los pobladores bosnios comenzó en 1998 al igual que la construcción de hogares. Hoy, se considera como un ejemplo de retorno exitoso y masivo. Toda la infraestructura Islámica ha sido demolida, la mayoría de las cuales han sido reconstruidas a la fecha.

## Demografía
Según el censo del año 2013, Kozarac comprendía también a las aldeas de Suhl Brod y de Gutići.
|            | 2013 | 1991 | 1981 | 1971 |
| ---------- | ---- | ---- | ---- | ---- |
| Total      | 4397 | 8038 | 3527 | 2988 |
| Serbios    | 42   | 400  | 82   | 124  |
| Musulmanes | 4306 | 7274 | 3107 | 2715 |
| Croatas    | 8    | 91   | 27   | 38   |
| Yugoslavos | -    | 143  | 254  | 55   |
| Otros      | 41   | 129  | 57   | 56   |

## Gente Notable
- Eldin Jakupović, jugador de football
- Nedžad Mulabegović, atleta
- Vehid Gunić, periodista